# 北条時輔
北条 時輔（ほうじょう ときすけ）は、鎌倉時代中期の北条氏の一門。鎌倉幕府の第5代執権・北条時頼の長男で庶長子。8代執権・北条時宗の異母兄。
第6代将軍・宗尊親王の側近として将軍御所に仕え、上洛して六波羅探題南方を務めるが、二月騒動で謀反の疑いを受け、異母弟・時宗の命により誅殺された。

## 生涯

### 庶長子
宝治2年（1248年）5月28日、時頼の長男として鎌倉で生まれる。幼名は宝寿（『吾妻鏡』）。母は側室で出雲国の御家人・三処氏の娘であり、幕府女房であった讃岐局。父・時頼は22歳、第5代執権となって2年目、宝治合戦で勝利した翌年の事である。6月1日に時頼は産所に訶利帝十五童子像を安置した（『吾妻鏡』6月1日条）。同10日には得宗家被官で時頼の腹心である諏訪入道蓮仏が宝寿の乳母父となる。
宝寿3歳の建長3年（1251年）5月15日、時頼の正室・葛西殿を母とする異母弟の正寿（のちの時宗）が生まれる。時宗を懐妊中の葛西殿と、時頼側室の三河局との間に諍いがあり、葛西殿の父重時の申し入れによって三河局は他所に移されている。この三河局は「二男若君母」とあり、この時点で男子は時輔のみである事から、時輔の母讃岐局と同一と見られる。2年後の建長5年（1253年）1月28日、時宗と同母の福寿（のちの宗政）が生まれる。時頼はこの正室所生の二子を特に大切にした。
建長8年（1256年）8月11日、9歳で元服。この時烏帽子親を務め、有力御家人足利氏の家嫡である足利利氏（としうじ、のちの頼氏）から偏諱を受け、相模三郎時利（ときとし）と名乗る。庶子であったため、輩行名は長男に付けられる太郎ではなく、三郎とされた。この命名は、時宗の誕生と共に、庶子である時利がその格下に置かれた証左とされる。また輩行名として時宗に「太郎」、時利に「三郎」の名を与え、「次郎」を飛ばしたことは、時宗を得宗嫡子として突出した立場にあることを示すためだったと指摘される。時利は正妻の産んだ弟2人の後に位置づけられた。一方で、弟ではあるが時宗同様正妻の子である「四郎」宗政よりは上位の「三郎」の名を与えられたり、時利の烏帽子親である諏訪盛重よりもはるかに上位の人間である宗尊親王を烏帽子親にしたものと推測される宗頼よりも上位の人物として扱われていることから、時頼もただ冷遇したわけではなく、時利の扱いには慎重であったと考えられている。烏帽子親であった足利利氏も、清和源氏嫡流の当主で、代々北条氏から妻を迎え、北条泰時の長男、北条時氏の娘を母に持つ人物であり、時宗の烏帽子親である宗尊親王と差こそ歴然であるものの、利氏を烏帽子親とすることは決して不当な処置ではなく、時利が冷遇されていたと一概には言い難いとも指摘されている。『吾妻鏡』における時利誕生・元服の記述は、時宗の記録の詳細さに比べていたって簡略である。同月の放生会で、有力者の子弟から将軍家が選定して神前に奉献する流鏑馬の射手を務める。
正嘉元年（1257年）12月、10歳で将軍宗尊親王の近習として仕え、正嘉2年（1258年）4月25日、11歳で小山長村の娘と結婚。小山氏は下野守護をつとめ、長村は播磨守護を兼ねる有力豪族であるが、外戚として時利を支援した記録は特に見られない。この年の6月に遠笠懸の射手を務める。

### 序列三位
13歳の正元2年（1260年）正月には時輔と改名している。時頼の方針により、正嫡時宗を「輔る」（たすける）意味での改名とみられる。6月、鶴岡八幡宮放生会に将軍宗尊親王夫人・近衛宰子の参詣に供奉する御家人の名簿が提出され、執権時頼が出したのは時宗を布衣供奉、時輔を随兵として差をつけたものであった。将軍宗尊親王は両人同等の布衣の扱いをするように命じたが、時頼は元のように時宗・宗政を布衣、時輔を随兵にさせている。翌弘長元年（1261年）正月4日、将軍の鶴岡八幡宮の供奉人名簿作成にあたり、時頼は子息の順序を相模太郎（時宗）、同四郎（宗政）、同三郎（時輔）、同七郎（宗頼）とし、太郎は兄の上に着せらるべし、として時輔は得宗家後継の序列第三位である事を明言した。時輔14歳、時宗11歳、宗政9歳であった。同年4月、極楽寺亭において将軍宗尊親王の御前で小笠懸の射手を務める。時頼は時輔を筆頭とする笠懸が終わった後、自邸にいた時宗をわざわざ呼び寄せて将軍の前で射芸を披露させ、大げさに褒め称え、時宗の嫡男としての地位を内外に知らしめている。
正室の子が嫡男として別格の扱いとなるのは得宗家に限った事ではなく、当時の武家社会では一般的なことであったが（幕府の始祖である源頼朝も三男であるが、二人の兄の生前から先んじて任官し続けている）、時頼は事あるごとに時宗を正嫡として第一に立て、時輔とあえて差をつける事を執拗なまでに行っている。これは時頼自身が本来嫡子ではなく、兄経時の死によって偶然執権になった事から家督としての正当性を欠いており、また時輔が自身の意志に関わらず、反得宗（時宗）勢力の結節点になる危険性を持っていたためと考えられる。

### 六波羅探題
弘長3年（1263年）正月、16歳で鞠奉行となる。騎射・蹴鞠に優れ、母の関係から京風文化に馴染んでいたと思われる。同年11月22日、父時頼が病によって死去。翌文永元年（1264年）8月、14歳の時宗が連署に就任すると、17歳の時輔は10月に佐介流北条時盛以来22年ぶりに復活した六波羅探題南方に出向くこととなる。年少の時宗が執権を継承するまでの不安定な時期に、反得宗勢力が担ぎ上げる危険性のある庶兄を鎌倉より遠ざけたものと考えられる。一方、後年にも得宗近親者が地方に派遣される例は多く、この派遣は放逐ではなく、南方府の再建という見方もある。時輔は無官のまま京に上った。翌文永2年（1265年）4月、18歳で従五位下式部丞に叙任される。歴任した役職については、他の北条一門と比べてそれほど見劣りするものではないことから、得宗家庶子として相応の扱いであったと見られる。時輔は13歳から上洛する17歳までの間、渡来僧の兀庵普寧の門徒となっている。弟子に厳しい兀庵は、時頼死後に後継者の時宗が幼稚であるとして帰国するが、残された書状からは時輔に対しての親愛の情がうかがえる。
文永5年（1268年）2月、蒙古牒状が到来し、元寇の危機を前にして権力の一元化を図るため、3月に18歳の時宗が執権に就任。文永7年（1270年）正月に六波羅探題北方で得宗支援者でもあった北条時茂が死去。その後2年間は後任が決まらず、自然と六波羅は時輔の影響を強くしたと見られる。六波羅は安達泰盛の庶兄安達頼景のように、名目を与えられて鎌倉から疎外された者が多かった。

### 二月騒動
文永8年（1271年）12月、北条義宗が六波羅探題北方に就任する。翌文永9年（1272年）2月9日、『とはずがたり』によれば、時輔は北方の義宗と共に嵯峨野の離宮に赴き、危篤状態となった後嵯峨法皇を見舞っている。同11日、鎌倉で北条時章・教時兄弟が謀反を理由に誅殺され、その4日後の15日、京都六波羅南方にいた時輔も同じく謀反を図ったとして執権時宗による追討を受け、六波羅北方の義宗により襲撃を受けて誅殺された。享年25。その日の午後6時頃、炎上する六波羅南方邸の煙を目撃した後深草院二条は、危篤の上皇を見舞った時輔のあっけない死に、世の無常と書いている。時輔が上洛して9年目、時宗が執権に就任して3年目の事であった。蒙古襲来を前に、反得宗となりうる勢力を一掃した時宗は、得宗独裁体制を確立させた。
時輔と名越兄弟が結託して、謀反を画策したことを示す史料は存在しない。『保暦間記』は時輔謀反の動機について、正妻の子であったため弟の時宗に嫡子の座を奪われ、その後塵を拝していたことに対する憤りと記している。時輔は時宗と比べてあからさまに嫡子・庶子の違いや叙爵された年齢、烏帽子親の地位などで冷遇されており、『保暦間記』のこの記述を支持し、これを基盤とする研究が多かった。時輔謀反を前提とする研究は、六波羅探題への就任も「左遷」であると解釈している。確かに『吾妻鏡』の記述などは時宗や宗政ら正室所生の男児と較べると極めて簡単に記されているが、烏帽子親や婚姻相手の選定、官位の授与などを見ると得宗家庶子としては相応の待遇を受けており、不当に扱われていたとはいえず、身分不相応にならない範囲で時頼から大事に扱われている。
なお時輔生存説もあり、『興福寺略年代記』には「誅されるも、逐電」したと記し、『保暦間記』は、「天誅されるが、京都を脱出して吉野へ逃れて行方知れずになった」と記している。また『勘仲記』には、文永の役の最中の文永11年（1274年）、その混乱に乗じて時輔が時宗の叔父時定と結託して鎌倉へ侵攻しようとしているという風聞が流れたという記述がある。弘安7年（1284年）には時輔父子を捕縛するよう命ずる関東御教書が発給されている。時輔の子供は父の死後も諸国を流浪していたとみられ、時宗の死から6年後の正応3年（1290年）11月に次男とされる人物が三浦頼盛と謀反を共謀したとして六波羅探題に捕縛され、拷問を受けて斬首された。名は伝えられていない。長男については消息不明のままである。『系図纂要』には、時朝（常陸前司）という名がある。

## 創作において
1961年のフジテレビのドラマ『風雲児時宗』では明智十三郎が演じた。
2001年に放送されたNHK大河ドラマ『北条時宗』では、時輔（演：渡部篤郎）が二月騒動の後に吉野へ逃れた後、高麗へ渡り、蒙古軍の九州攻撃作戦の立案に関与したというストーリーが描かれたが、これは前述の逃亡・生存説を大幅にデフォルメした創作である。また原作として執筆された高橋克彦の『時宗』においては、「父時頼より異母弟時宗を支えて欲しいと頼まれ、蒙古と対峙する時宗を陰に回って支え続けた」との解釈が取られており、二月騒動の後高麗へ渡ったのも蒙古の現状を探るためとされている。

## 経歴
※旧暦
- 1256年（建長8年）8月11日、元服。足利利氏より偏諱の授与を受け時利と名乗る。
- 1264年（文永元年）10月、幕府の六波羅探題南方に赴任。没年月日まで在任。
- 1265年（文永2年）4月11日、従五位下に叙し、式部少丞に任官。（これにより式部大夫とも式部大夫丞とも称される。よって、古文書の中には式部大輔の表記があるが明らかに過誤）